# Heinrich Hermann Fitting
Heinrich Hermann Fitting, född 27 augusti 1831 i Mauchenheim, Rheinpfalz, död 3 december 1918 i Halle an der Saale, var en tysk jurist. Han var far till botanikern Hans Fitting.
Fitting blev juris doktor 1852, privatdocent vid Heidelbergs universitet 1856, extra ordinarie professor vid Basels universitet 1857, ordinarie professor där 1858 samt övertog 1862 en professur vid universitetet i Halle, som han innehade intill 1902. 
Som författare är han mest känd på den romerska rättens och dennas litterärhistorias område; bland hans hithörande skrifter kan nämnas Die Natur der Correalobligationen (1859), Über das Alter der Schriften römischer Juristen von Hadrian bis Alexander (1860; nybearbetad 1908), Über die sog. Turiner Institutionenglosse und den sog. Brachylogus (1870), Das castrense peculium (1871), Juristische Schriften des früheren Mittelalters (1876), Die Anfänge der Rechtsschule zu Bologna (1888; översatt till franska samma år), Die Institutionsglossen des Gualcausus (1891), Summa codicis des Irnerius (1894), Quæstiones de iuris subtilitatibus des Irnerius (1894) samt (den ej avslutade) editionen (1906) av Lo codi, ett provensalskt medeltidsarbete med latinsk översättning. För detta sitt författarskap hedrades han – som redan 1903 mottagit en Festgabe av sin egen fakultet i Halle – t.o.m. med en internationell festskrift, Mélanges Fitting (Montpellier, 1907–08). 
Även i processrätt utgav Fitting ansedda arbeten, bland annat Der Reichs-Civilprozess (1878; 12:e och 13:e upplagorna 1907), Zur Einführung in die Reichs-Gerichtsverfassung und den Reichs-Civilprozess (1879) samt Das Reichs-Konkursrecht (1881; tredje upplagan 1904).